# Craig Wedren
Craig Benjamin Wedren (né le 15 août 1969 à Washington) est un auteur-compositeur-interprète américain. Membre fondateur du groupe Shudder to Think de 1986 à 1998, il a ensuite une carrière de compositeur de musiques de films.

## Biographie
Wedren commence sa carrière en tant que chanteur et auteur-compositeur principal de Shudder to Think, basé à Washington, DC, un groupe qui débute sur la scène du punk hardcore, uniquement pour défier l'esthétique et les limites de ce genre musical alors émergent. Après avoir brisé la tradition de la musique indépendante en signant avec Epic Records, Shudder to Think sort six albums de 1988 à 1997.
Wedren a un lymphome de Hodgkin en 1996. Wedren oriente le groupe vers des bandes originales de films telles que First Love, Last Rites et High Art. En 1998, le groupe écrit et interprète deux chansons pour le film Velvet Goldmine. Cependant, 1998 marque le départ de Larson le guitariste et la fin du groupe. Wedren fait tout de suite une carrière solo, dont une apparition sur la bande originale de In Love avec Didn't Mean to Do You Harm, et contribue aux chœurs de l'album éponyme de The Verve Pipe en 1999.
En 2004, Wedren sort un enregistrement de son groupe BABY, qui est dans une veine de dance électronique, mais se distingue par des sensibilités glam et pop.
En 2005, il sort son premier album solo Lapland sur le label Team Love, puis part en tournée avec les Foo Fighters et Greg Dulli des Afghan Whigs. Il se marie à Meggan Lennon en 2006, ils donnent naissance à un fils
En septembre 2011, Wedren sort Wand et fait une tournée aux États-Unis avec Chris Cornell, il travaille avec le réalisateur Tim Nackashi pour créer une série de vidéos interactives à 360 degrés.
En 2012, Wedren réédite des enregistrements de son groupe BABY. La sortie comprend des démos et des mix inédits, ainsi qu'une bande mixte comprenant des reprises et d'autres éléments inédits.
Wedren contribue au chant du projet musical Tweaker avec Chris Vrenna, anciennement de Nine Inch Nails, l'album éponyme de The Verve Pipe, l'album Villainaire de The Dead Science et une reprise de Fleetwood Mac avec St. Vincent pour le disque hommage Just Tell Me That You Want Me.
Wedren écrit le thème et est un figurant régulier dans The State, émission de MTV ; il est un ami proche de nombreux membres de l'émission comme David Wain, un ancien camarade de lycée. Wedren a un rôle dans I Love You, Man en 2009 ainsi qu'un rôle dans le film Wanderlust de David Wain en 2012.
En 2021, Wedren et Anna Waronker collaborent à la bande originale de la série Yellowjackets sur Showtime. Ils ont également collaboré à la bande originale de Shrill, sur Hulu, en 2019.

## Discography
- Lapland (2005 · Team Love Records)
- The Spanish Amnesian (2009)
- WAND (2011)
- Adult Desire (2017)

## Filmographie

### Cinéma
- 1997 : First Love, Last Rites
- 1998 : High Art
- 1998 : Velvet Goldmine
- 2001 : Wet Hot American Summer
- 2002 : Oncle Roger
- 2002 : Laurel Canyon
- 2003 : Rock Academy
- 2004 : P.S.
- 2004 : Boxers and Ballerinas
- 2005 : The Baxter
- 2006 : Beautiful Ohio
- 2007 : The Ten
- 2007 : Alerte à Miami : Reno 911 !
- 2008 : Les Grands Frères
- 2009 : By the People: The Election of Barack Obama
- 2012 : Peace, Love et plus si affinités
- 2013 : Afternoon Delight
- 2013 : Lucky Them
- 2014 : They Came Together
- 2014 : Search Party
- 2017 : XX
- 2017 : How to Be a Latin Lover
- 2017 : Bigoudis et Permanente
- 2017 : Thank You for Coming
- 2018 : Une drôle de fin
- 2018 : Dog Days
- 2019 : William
- 2021 : Lady of the Manor
- 2022 : Am I OK?
- 2022 : What Comes Around
- 2023 : Organ Trail

### Séries télévisées
- 1993-1994 : The State (14 épisodes)
- 2003-2020 : Reno 911, n'appelez pas ! (17 épisodes)
- 2005 : Stella (10 épisodes)
- 2007 : Wainy Days (13 épisodes)
- 2009-2011 : Hung (27 épisodes)
- 2010-2011 : United States of Tara (24 épisodes)
- 2012-2013 : Don't Trust the B---- in Apartment 23 (20 épisodes)
- 2014-2015 : A to Z (13 épisodes)
- 2015 : Wet Hot American Summer: First Day of Camp (8 épisodes)
- 2015-2016 : Blunt Talk (20 épisodes)
- 2015-2020 : Bienvenue chez les Huang (55 épisodes)
- 2017 : Powerless (11 épisodes)
- 2017 : Wet Hot American Summer: Ten Years Later (8 épisodes)
- 2017-2019 : GLOW
- 2018-2023 : New Amsterdam (85 épisodes)
- 2019 : Mrs. Fletcher (7 épisodes)
- 2019-2020 : Shrill
- 2020 : Zoey et son incroyable playlist (8 épisodes)
- 2021 : La République de Sarah (12 épisodes)
- Depuis 2021 : Yellowjackets